# كبار (السبرة)

تعديل مصدري - تعديل

كبار هي إحدى قرى عزلة المساعدة بمديرية السبرة التابعة لمحافظة إب، بلغ تعداد سكانها 495 نسمة حسب تعداد اليمن لعام 2004.